# Salamelle di Mantova
Le salamelle di Mantova sono un insaccato fresco riconosciuto prodotto tradizionale italiano dalla regione Lombardia ed appartiene alla tradizione culinaria mantovana. 
Alla carne di suino si aggiunge pancetta e spalla di suini, sale, aglio, pepe ed insaccato in budelli, preparati in filze di 15 cm circa ciascuna. Viene consumato cotto ai ferri o in tegame e come condimento per il risotto alla pilota.